# Scottish Premiership (2015/2016)
Scottish Premiership 2015/2016 – był trzecim sezonem Scottish Premiership, a 120. edycją najwyższej klasy rozgrywkowej piłki nożnej w Szkocji.
Brało w nim udział 12 drużyn, które w okresie od 1 sierpnia 2015 do 15 maja 2016 rozegrały 38 kolejek meczów.
Tytuł mistrzowski obroniła drużyna Celticu zdobywając piąty tytuł z rzędu, a czterdziesty siódmy w swojej historii.

## Drużyny
| Uczestnicy poprzedniej edycji                                                                                 | Uczestnicy poprzedniej edycji | Uczestnicy poprzedniej edycji | Uczestnicy poprzedniej edycji |
| --- | ----------------------------- | ----------------------------- | ----------------------------- |
| CEL | Celtic                        | 1                             |                               |
| ABR | Aberdeen                      | 2                             |                               |
| ICT | Inverness Caledonian Thistle  | 3                             |                               |
| STJ | St. Johnstone                 | 4                             |                               |
| DNU | Dundee United                 | 5                             |                               |
| DNE | Dundee                        | 6                             |                               |
| HAM | Hamilton Academical           | 7                             |                               |
| PAR | Partick Thistle               | 8                             |                               |
| RCO | Ross County                   | 9                             |                               |
| KIL | Kilmarnock                    | 10                            |                               |
| po barażach                                                                                                   |                               |                               |                               |
| MTH | Motherwell                    | 11                            |                               |
| Awans z Scottish Championship                                                                                 |                               |                               |                               |
| HRT | Heart of Midlothian           | 1                             |                               |
| Oznaczenia: - kolumna pierwsza – skróty nazw drużyn, - kolumna trzecia – miejsce zajęte w poprzednim sezonie. |                               |                               |                               |

## Runda zasadnicza

### Tabela
| Lp. | Drużyna                      | M  | Z  | R  | P  | B+ | B– | +/– | Pkt | Kwalifikacja      |
| --- | ---------------------------- | -- | -- | -- | -- | -- | -- | --- | --- | ----------------- |
| 1   | Celtic                       | 33 | 23 | 7  | 3  | 78 | 25 | +53 | 76  | grupa mistrzowska |
| 2   | Aberdeen                     | 33 | 21 | 5  | 7  | 56 | 36 | +20 | 68  | grupa mistrzowska |
| 3   | Heart of Midlothian          | 33 | 17 | 9  | 7  | 54 | 33 | +21 | 60  | grupa mistrzowska |
| 4   | Motherwell                   | 33 | 13 | 5  | 15 | 41 | 49 | −8  | 44  | grupa mistrzowska |
| 5   | St Johnstone                 | 33 | 12 | 7  | 14 | 48 | 51 | −3  | 43  | grupa mistrzowska |
| 6   | Ross County                  | 33 | 13 | 4  | 16 | 48 | 55 | −7  | 43  | grupa mistrzowska |
| 7   | Dundee                       | 33 | 9  | 14 | 10 | 48 | 49 | −1  | 41  | grupa spadkowa    |
| 8   | Partick Thistle              | 33 | 11 | 8  | 14 | 32 | 39 | −7  | 41  | grupa spadkowa    |
| 9   | Inverness Caledonian Thistle | 33 | 10 | 10 | 13 | 40 | 43 | −3  | 40  | grupa spadkowa    |
| 10  | Hamilton Academical          | 33 | 9  | 9  | 15 | 36 | 55 | −19 | 36  | grupa spadkowa    |
| 11  | Kilmarnock                   | 33 | 8  | 8  | 17 | 33 | 54 | −21 | 32  | grupa spadkowa    |
| 12  | Dundee United                | 33 | 6  | 6  | 21 | 33 | 58 | −25 | 24  | grupa spadkowa    |

### Wyniki
| Gospodarz \ Gość             | ABE | CEL | DND | DUN | HAM | HOM | INV | KIL | MOT | PAR | ROS | STJ | ABE | CEL | DND | DUN | HAM | HOM | INV | KIL | MOT | PAR | ROS | STJ |
| ---------------------------- | --- | --- | --- | --- | --- | --- | --- | --- | --- | --- | --- | --- | --- | --- | --- | --- | --- | --- | --- | --- | --- | --- | --- | --- |
| Aberdeen                     |     | 2–1 | 2–0 | 2–0 | 1–0 | 1–0 | 2–2 | 2–0 | 1–1 | 0–0 | 3–1 | 1–5 |     | 2–1 | 1–0 |     | 3–0 |     |     | 2–1 |     |     |     | 1–1 |
| Celtic                       | 3–1 |     | 6–0 | 5–0 | 8–1 | 0–0 | 4–2 | 0–0 | 1–2 | 1–0 | 2–0 | 3–1 |     |     | 0–0 |     |     | 3–1 | 3–0 |     |     |     | 2–0 | 3–1 |
| Dundee                       | 0–2 | 0–0 |     | 2–1 | 4–0 | 1–2 | 1–1 | 1–2 | 2–1 | 1–1 | 3–3 | 2–1 |     |     |     |     |     | 0–1 | 1–1 |     | 2–2 |     | 5–2 | 2–0 |
| Dundee United                | 0–1 | 1–3 | 2–2 |     | 1–2 | 0–1 | 1–1 | 1–2 | 0–3 | 0–1 | 1–0 | 1–2 | 0–1 | 1–4 | 2–2 |     |     | 2–1 | 0–2 | 5–1 |     |     |     |     |
| Hamilton Academical          | 1–1 | 1–2 | 1–1 | 4–0 |     | 3–2 | 3–4 | 0–1 | 1–0 | 0–0 | 1–3 | 2–4 |     | 1–1 | 2–1 | 0–0 |     | 0–0 |     |     | 0–1 | 1–2 |     |     |
| Heart of Midlothian          | 1–3 | 2–2 | 1–1 | 3–2 | 2–0 |     | 2–0 | 1–1 | 2–0 | 3–0 | 2–0 | 4–3 | 2–1 |     |     |     |     |     |     | 1–0 | 6–0 | 1–0 |     | 0–3 |
| Inverness Caledonian Thistle | 2–1 | 1–3 | 1–1 | 2–2 | 0–2 | 2–0 |     | 2–1 | 0–1 | 0–0 | 2–0 | 0–1 | 3–1 |     |     |     | 0–1 | 0–0 |     |     | 1–2 | 0–0 |     |     |
| Kilmarnock                   | 0–4 | 2–2 | 0–4 | 1–1 | 1–2 | 2–2 | 2–0 |     | 0–1 | 2–5 | 0–4 | 2–1 |     | 0–1 | 0–0 |     | 0–1 |     | 2–1 |     |     |     | 0–2 | 3–0 |
| Motherwell                   | 1–2 | 0–1 | 3–1 | 0–2 | 3–3 | 2–2 | 1–3 | 1–0 |     | 2–1 | 1–1 | 2–0 | 2–1 | 1–2 |     | 2–1 |     |     |     | 0–2 |     | 3–1 | 1–2 |     |
| Partick Thistle              | 0–2 | 0–2 | 0–1 | 3–0 | 1–1 | 0–4 | 2–1 | 2–2 | 1–0 |     | 1–0 | 2–0 | 1–2 | 1–2 | 2–4 | 1–0 |     |     |     | 0–0 |     |     |     |     |
| Ross County                  | 2–0 | 1–4 | 5–2 | 2–1 | 2–0 | 1–2 | 1–2 | 3–2 | 3–0 | 1–0 |     | 2–3 | 2–3 |     |     | 0–3 | 2–1 | 0–3 | 0–3 |     |     | 1–0 |     |     |
| St Johnstone                 | 3–4 | 0–3 | 1–1 | 2–1 | 4–1 | 0–0 | 1–1 | 2–1 | 2–1 | 1–2 | 1–1 |     |     |     |     | 0–1 | 0–0 |     | 1–0 |     | 2–1 | 1–2 | 1–1 |     |

## Runda finałowa
| Top six    |                              |    |    |    |    |    |    |     |    |                                              |  |     |     |     |     |     |     |     |     |     |     |     |     |
| 1          | Celtic (M)                   | 38 | 26 | 8  | 4  | 93 | 31 | +62 | 86 | Liga Mistrzów UEFA • II runda kwalifikacyjna |  |     | 3–2 |     |     | 7–0 | 1–1 |     |     |     |     |     |     |
| 2          | Aberdeen                     | 38 | 22 | 5  | 11 | 62 | 48 | +14 | 71 | Liga Europy UEFA • I runda kwalifikacyjna    |  |     |     | 0–1 |     | 4–1 | 0–4 |     |     |     |     |     |     |
| 3          | Heart of Midlothian          | 38 | 18 | 11 | 9  | 59 | 40 | +19 | 65 | Liga Europy UEFA • I runda kwalifikacyjna    |  | 1–3 |     |     | 2–2 |     | 1–1 |     |     |     |     |     |     |
| 4          | St Johnstone                 | 38 | 16 | 8  | 14 | 58 | 55 | +3  | 56 |                                              |  | 2–1 | 3–0 |     |     |     |     |     |     |     |     |     |     |
| 5          | Motherwell                   | 38 | 15 | 5  | 18 | 47 | 63 | −16 | 50 |                                              |  |     | 1–0 | 1–2 |     |     |     |     |     |     |     |     |     |
| 6          | Ross County                  | 38 | 14 | 6  | 18 | 55 | 61 | −6  | 48 |                                              |  |     |     | 0–1 | 1–3 |     |     |     |     |     |     |     |     |
| Bottom six |                              |    |    |    |    |    |    |     |    |                                              |  |     |     |     |     |     |     |     |     |     |     |     |     |
| 7          | Inverness Caledonian Thistle | 38 | 14 | 10 | 14 | 54 | 48 | +6  | 52 |                                              |  |     |     |     |     |     |     |     | 4–0 |     |     | 3–1 | 2–3 |
| 8          | Dundee                       | 38 | 11 | 15 | 12 | 53 | 57 | −4  | 48 |                                              |  |     |     |     |     |     |     |     |     | 0–1 | 1–1 | 2–1 |     |
| 9          | Partick Thistle              | 38 | 12 | 10 | 16 | 41 | 50 | −9  | 46 |                                              |  |     |     |     |     |     | 1–4 | 1–2 |     | 2–2 |     |     |     |
| 10         | Hamilton Academical          | 38 | 11 | 10 | 17 | 42 | 63 | −21 | 43 |                                              |  |     |     |     |     |     | 0–1 |     |     |     | 0–4 |     |     |
| 11         | Kilmarnock (B, O)            | 38 | 9  | 9  | 20 | 41 | 64 | −23 | 36 | Baraże o Scottish Premiership                |  |     |     |     |     |     |     |     |     | 0–2 |     |     | 2–4 |
| 12         | Dundee United (S)            | 38 | 8  | 7  | 23 | 45 | 70 | −25 | 28 | Spadek do Scottish Championship              |  |     |     |     |     |     |     |     |     | 3–3 | 1–3 |     |     |

1. ↑  Trzecie miejsce w Lidze Europy wywalczył zespół Hibernian zdobywca Pucharu Szkocji grający w Scottish Championship
2. ↑  Dundee United odjęto trzy punkty za wystawienie nieuprawnionych graczy w meczu z Inverness Caledonian Thistle w dniu 6 maja 2016[6].

## Baraże o Scottish Premiership
Kilmarnock wygrał w dwumeczu z Falkirk finał baraży o miejsce w Scottish Premiership na sezon 2016/2017, rozegrany między trzema drużynami Scottish Championship i jedną ze Scottish Premiership.
|  |             |              |             |             |             |   |           |          |          |          |          |          |    |            |       |       |       |       |       |  |  |  |  |  |  |  |
|  | Ćwierćfinał | Ćwierćfinał  | Ćwierćfinał | Ćwierćfinał | Ćwierćfinał |   |           | Półfinał | Półfinał | Półfinał | Półfinał | Półfinał |    |            | Finał | Finał | Finał | Finał | Finał |  |  |  |  |  |  |  |
|  | Ćwierćfinał | Ćwierćfinał  | Ćwierćfinał | Ćwierćfinał | Ćwierćfinał |   |           | Półfinał | Półfinał | Półfinał | Półfinał | Półfinał |    |            | Finał | Finał | Finał | Finał | Finał |  |  |  |  |  |  |  |
|  |             |              |             |             |             |   |           |          |          |          |          |          |    |            |       |       |       |       |       |  |  |  |  |  |  |  |
|  |             |              |             |             |             |   |           |          |          |          |          |          |    |            |       |       |       |       |       |  |  |  |  |  |  |  |
|  |             |              |             |             |             | 2 | Falkirk   | 1        | 0        | 1        |          |          |    |            |       |       |       |       |       |  |  |  |  |  |  |  |
|  |             |              |             |             |             | 2 | Falkirk   | 1        | 0        | 1        |          |          |    |            |       |       |       |       |       |  |  |  |  |  |  |  |
|  |             |              |             |             |             | 3 | Hibernian | 2        | 2        | 4        |          |          | 11 | Kilmarnock | 0     | 4     | 4     |       |       |  |  |  |  |  |  |  |
|  |             |              |             |             |             | 3 | Hibernian | 2        | 2        | 4        |          |          | 11 | Kilmarnock | 0     | 4     | 4     |       |       |  |  |  |  |  |  |  |
|  | 4           | Raith Rovers | 1           | 0           | 1           |   |           | 2        | Falkirk  | 2        | 3        | 5        |    |            |       |       |       |       |       |  |  |  |  |  |  |  |
|  | 4           | Raith Rovers | 1           | 0           | 1           |   |           | 2        | Falkirk  | 2        | 3        | 5        |    |            |       |       |       |       |       |  |  |  |  |  |  |  |
|  | 3           | Hibernian    | 0           | 2           | 2           |   |           |          |          |          |          |          |    |            |       |       |       |       |       |  |  |  |  |  |  |  |
|  | 3           | Hibernian    | 0           | 2           | 2           |   |           |          |          |          |          |          |    |            |       |       |       |       |       |  |  |  |  |  |  |  |

| 4 maja 2016 | Raith Rovers         | 1:0   | Hibernian |                                                            |
| 20:45       | Harry Panayiotou 75' | (0:0) |           | Stark's Park, Kirkcaldy Widzów: 5 330 Sędzia: Kevin Clancy |

| 7 maja 2016 | Hibernian                            | 2:0   | Raith Rovers |                                                                      |
| 13:30       | John McGinn 8' · Darren McGregor 12' | (2:0) |              | Easter Road Stadium, Edynburg Widzów: 11 133 Sędzia: John McKendrick |

| 10 maja 2016 | Hibernian                                | 2:2   | Falkirk                            |                                                                |
| 20:45        | Liam Henderson 57' · Darren McGregor 66' | (0:1) | 34' Lee Miller · 80' Robert McHugh | Easter Road Stadium, Edynburg Widzów: 11 830 Sędzia: Alan Muir |

| 13 maja 2016 | Falkirk                                                 | 3:2   | Hibernian                   |                                                              |
| 20:45        | Blair Alston 13' · Luke Leahy 79' · Robert McHugh 90+2' | (1:2) | 31' (k), 34' James Keatings | Falkirk Stadium, Falkirk Widzów: 7 851 Sędzia: Craig Thomson |

| 19 maja 2016 | Falkirk           | 1:0   | Kilmarnock |                                                            |
| 20:45        | Will Vaulks 90+1' | (0:0) |            | Falkirk Stadium, Falkirk Widzów: 7 636 Sędzia: John Beaton |

| 22 maja 2016 | Kilmarnock                                             | 4:0   | Falkirk |                                                             |
| 16:00        | Greg Kiltie 2', 62' · Miles Addison 8' · Kris Boyd 65' | (2:0) |         | Rugby Park, Kilmarnock Widzów: 11 013 Sędzia: Willie Collum |

## Najlepsi strzelcy
| Bramki | Strzelcy        | Drużyna             |
| ------ | --------------- | ------------------- |
| 31     | Leigh Griffiths | Celtic              |
| 21     | Kane Hemmings   | Dundee              |
| 20     | Adam Rooney     | Aberdeen            |
| 15     | Louis Moult     | Motherwell          |
| 15     | Liam Boyce      | Ross County         |
| 14     | Kris Doolan     | Partick Thistle     |
| 14     | Steven MacLean  | St Johnstone        |
| 12     | Billy Mckay     | Dundee United       |
| 12     | Juanma          | Heart of Midlothian |
| 11     | Miles Storey    | Inverness CT        |

Źródło:

## Trenerzy, kapitanowie i sponsorzy
| Drużyna             | Trener              | Kapitan          | Sponsor techniczny | Sponsor strategiczny         |
| ------------------- | ------------------- | ---------------- | ------------------ | ---------------------------- |
| Aberdeen            | Derek McInnes       | Ryan Jack        | Adidas             | Saltire Energy               |
| Celtic              | Ronny Deila         | Scott Brown      | New Balance        | Magners                      |
| Dundee              | Paul Hartley        | James McPake     | Puma               | Kilmac Energy                |
| Dundee United       | Gordon Young (tym.) | Seán Dillon      | Nike               | Calor                        |
| Hamilton Academical | Martin Canning      | Michael McGovern | Adidas             | Nevis (H), Scotia Aid (A)    |
| Heart of Midlothian | Robbie Neilson      | Alim Öztürk      | Puma               | Save the Children            |
| Inverness CT        | John Hughes         | Richie Foran     | Carbrini           | Subway                       |
| Kilmarnock          | Lee Clark           | Mark Connolly    | Erreà              | QTS                          |
| Motherwell          | Mark McGhee         | Keith Lasley     | Macron             | Cash Converters              |
| Partick Thistle     | Alan Archibald      | Abdul Osman      | Joma               | Kingsford Capital Management |
| Ross County         | Jim McIntyre        | Andrew Davies    | Carbrini           | Stanley CRC Evans Offshore   |
| St Johnstone        | Tommy Wright        | Dave Mackay      | Joma               | Invest in Perth              |

### Zmiany trenerów
| Klub             | Były trener      | Powód      | Data odejścia | Nowy trener          | Data zatrudnienia | Źródło        |
| ---------------- | ---------------- | ---------- | ------------- | -------------------- | ----------------- | ------------- |
| W trakcie sezonu |                  |            |               |                      |                   |               |
| Motherwell       | Ian Baraclough   | Zwolnienie | 2015-09-23    | Mark McGhee          | 2015-10-13        | [ 23 ] [ 24 ] |
| Dundee United    | Jackie McNamara  | Zwolnienie | 2015-09-26    | Mixu Paatelainen     | 2015-10-14        | [ 23 ] [ 25 ] |
| Kilmarnock       | Gary Locke       | Rezygnacja | 2016-01-30    | Lee McCulloch (tym.) | 2016-01-30        | [ 26 ]        |
| Kilmarnock       | Lee McCulloch    | –          | 2016-02-15    | Lee Clark            | 2016-02-15        | [ 27 ]        |
| Dundee United    | Mixu Paatelainen | Zwolnienie | 2016-05-04    | Gordon Young (tym.)  | 2016-05-04        | [ 28 ] [ 29 ] |

## Stadiony
| Aberdeen                    |
| --------------------------- |
| Pittodrie Stadium, Aberdeen |
| 20 897                      |
|                             |

| Celtic               |
| -------------------- |
| Celtic Park, Glasgow |
| 60 355               |
|                      |

| Dundee            |
| ----------------- |
| Dens Park, Dundee |
| 11 506            |
|                   |

| Dundee United          |
| ---------------------- |
| Tannadice Park, Dundee |
| 14 229                 |
|                        |

| Hamilton Academical        |
| -------------------------- |
| New Douglas Park, Hamilton |
| 6 078                      |
|                            |

| Heart of Midlothian          |
| ---------------------------- |
| Tynecastle Stadium, Edynburg |
| 17 529                       |
|                              |

| Inverness Caledonian Thistle  |
| ----------------------------- |
| Caledonian Stadium, Inverness |
| 7 800                         |
|                               |

| Kilmarnock             |
| ---------------------- |
| Rugby Park, Kilmarnock |
| 18 128                 |
|                        |

| Motherwell           |
| -------------------- |
| Fir Park, Motherwell |
| 13 677               |
|                      |

| Partick Thistle          |
| ------------------------ |
| Firhill Stadium, Glasgow |
| 10 102                   |
|                          |

| Ross County             |
| ----------------------- |
| Victoria Park, Dingwall |
| 6 541                   |
|                         |

| St. Johnstone         |
| --------------------- |
| McDiarmid Park, Perth |
| 10 696                |
|                       |